# Andrew Sunyar
Andrew William Sunyar (* 1920 in Henderson, Michigan; † 22. Mai 1986 in Port Jefferson, New York) war ein US-amerikanischer Physiker.
Sunyar erhielt den A.B. vom Albion College 1942 und den Ph.D. in Physik 1949 an der University of Illinois at Urbana-Champaign (Dissertation Resonance absorption of slow neutrons in “even-even” nuclei. Dissertation, University of Illinois, Urbana, 1949). Dazwischen war er Offizier der US-Navy im Zweiten Weltkrieg.
Von 1949 bis zu seinem Tod arbeitete er am Brookhaven National Laboratory. Im Goldhaber-Experiment (1956 bis 1958, zusammen mit Maurice Goldhaber und Lee Grodzins) wurde die Helizität der Neutrinos bestimmt – sie sind linkshändig, was die V-A-Theorie der schwachen Wechselwirkung (und nochmals die Paritätsverletzung) bestätigte. 1958 wurde er Fellow der American Physical Society.